# Cheltenham and Gloucester Trophy 2004
Der Cheltenham and Gloucester Trophy 2004 war die 43. Austragung des nationalen List-A-Cricket-Wettbewerbes über 50 Over in England. Der Wettbewerb wurde zwischen dem 28. August 2003 und 28. August 2004 durch die 18 englischen First-Class-Countys, zehn Minor Counties sowie Schottland, Niederlande, Dänemark und Irland ausgetragen. Gewinner waren die Gloucestershire.

## Format
Die 41 Mannschaften spielten im Play-off-Modus den Sieger aus.

## Resultate

### 1. Runde
| 28. August 2003 Scorecard | Amstelveen | Niederlande 237-5 (50)          | – | Cornwall 225 (49.3) |
|                           |            | Niederlande gewinnt mit 12 Runs |   |                     |

| 28. August 2003 Scorecard | Luton | Bedfordshire 202 (47.3)      | – | Cheshire 241-8 (50) |
|                           |       | Cheshire gewinnt mit 39 Runs |   |                     |

| 28. August 2003 Scorecard | Exmouth | Devon 333-6 (50)          | – | Suffolk 245-9 (50) |
|                           |         | Devon gewinnt mit 88 Runs |   |                    |

| 28./29. August 2003 Scorecard | Bournemouth | Dorset    | – | Buckinghamshire 272-6 (48) |
|                               |             | No Result |   |                            |

| 28./29. August 2003 Scorecard | Bishop’s Stortford | Hertfordshire 312 (43.2)   | – | Irland 387 (50) |
|                               |                    | Irland gewinnt mit 75 Runs |   |                 |

| 28./29. August 2003 Scorecard | Horsford | Norfolk 176 (44)             | – | Lincolnshire 228 (50) |
|                               |          | Lincolnshire gewinnt 52 Runs |   |                       |

| 28./29. August 2003 Scorecard | Oswestry | Shropshire 131-1 (20.1)                      | – | Northumberland 139 (39) |
|                               |          | Shropshire gewinnt mit 9 Wickets (Rain Rule) |   |                         |

| 28. August 2003 Scorecard | Abergavenny | Wales Minor Counties 190-3 (48.2)          | – | Dänemark 189-8 (50) |
|                           |             | Wales Minor Counties gewinnt mit 7 Wickets |   |                     |

| 31. August 2003 Scorecard | Banbury | Oxfordshire 141 (31.4)             | – | Herefordshire 267-9 (50) |
|                           |         | Herefordshire gewinnt mit 126 Runs |   |                          |

| 31. August 2003 Scorecard | Edinburgh | Schottland 239-6 (46.4)          | – | Cumberland 237-9 (50) |
|                           |           | Schottland gewinnt mit 4 Wickets |   |                       |

### 2. Runde
| 5. Mai 2004 Scorecard | Amstelveen | Niederlande 192 (47.2)              | – | Gloucestershire Gladiators 264-6 (50) |
|                       |            | Gloucestershire gewinnt mit 72 Runs |   |                                       |

| 5. Mai 2004 Scorecard | Alderley Edge | Cheshire 184 (47.5)           | – | Hampshire Hawks 273-8 (50) |
|                       |               | Hampshire gewinnt mit 39 Runs |   |                            |

| 5. Mai 2004 Scorecard | Derby | Derbyshire Phantoms 276 (48.5) | – | Somerset Sabres 290-6 (50) |
|                       |       | Somerset gewinnt mit 14 Runs   |   |                            |

| 5./6. Mai 2004 Scorecard | Exmouth | Devon 156-9 (50)                  | – | Leicestershire Foxes 156 (47.2) |
|                          |         | Devon gewinnt mit weniger Wickets |   |                                 |

| 5./6. Mai 2004 Scorecard | Bournemouth | Dorset 97 (38.2)                | – | Yorkshire Phoenix 101-2 (16.5) |
|                          |             | Yorkshire gewinnt mit 8 Wickets |   |                                |

| 5./6. Mai 2004 Scorecard | Chester-le-Street | Durham Dynamos 223 (48.4)  | – | Sussex Sharks 245 (49.4) |
|                          |                   | Sussex gewinnt mit 22 Runs |   |                          |

| 5./6. Mai 2004 Scorecard | Dublin | Irland 262-5 (48.2)          | – | Surrey 261 (49.5) |
|                          |        | Irland gewinnt mit 5 Wickets |   |                   |

| 5./6. Mai 2004 Scorecard | Canterbury | Kent Spitfires 144-1 (16.3) | – | Berkshire 243 (44.4) |
|                          |            | Kent gewinnt mit 9 Wickets  |   |                      |

| 5. Mai 2004 Scorecard | Lincoln | Lincolnshire 230-6 (50)        | – | Glamorgan Dragons 340-4 (50) |
|                       |         | Glamorgan gewinnt mit 110 Runs |   |                              |

| 5./6. Mai 2004 Scorecard | Northampton | Northamptonshire Steelbacks 273 (49.1) | – | Cambridgeshire 110 (40.1) |
|                          |             | Northamptonshire gewinnt mit 163 Runs  |   |                           |

| 5. Mai 2004 Scorecard | Edinburgh | Schottland 227 (48)       | – | Essex Eagles 272-3 (50) |
|                       |           | Essex gewinnt mit 45 Runs |   |                         |

| 5./6. Mai 2004 Scorecard | Lamphey | Wales Minor Counties 103 (41.1) | – | Middlesex Panthers 277-6 (50) |
|                          |         | Middlesex gewinnt mit 174 Runs  |   |                               |

| 5./6. Mai 2004 Scorecard | Birmingham | Warwickshire Bears 121-2 (21)      | – | Shropshire 119 (42.5) |
|                          |            | Warwickshire gewinnt mit 8 Wickets |   |                       |

| 5./6. Mai 2004 Scorecard | Worcester | Worcestershire Royals 279-8 (47)                | – | Herefordshire 164-4 (29) |
|                          |           | Worcestershire gewinnt mit 18 Runs (D/L method) |   |                          |

| 17. Mai 2004 Scorecard | Nottingham | Nottinghamshire Outlaws 189-4 (50)    | – | Wiltshire 186-7 (50) |
|                        |            | Nottinghamshire gewinnt mit 6 Wickets |   |                      |

### 3. Runde
| 26. Mai 2004 Scorecard | Exmouth | Devon 279-8 (50)               | – | Yorkshire Vikings 411-6 (50) |
|                        |         | Yorkshire gewinnt mit 132 Runs |   |                              |

| 29. Mai 2004 Scorecard | Bristol | Gloucestershire Gladiators 157-7 (37.5) | – | Hampshire Hawks 154 (46.1) |
|                        |         | Gloucestershire gewinnt mit 3 Wickets   |   |                            |

| 29. Mai 2004 Scorecard | London (Lord’s) | Middlesex Panthers 260-4 (46.1) | – | Glamorgan Dragons 256-8 (50) |
|                        |                 | Middlesex gewinnt mit 6 Wickets |   |                              |

| 29. Mai 2004 Scorecard | Nottingham | Nottinghamshire Outlaws 125 (21.2) | – | Essex Eagles 309-4 (50) |
|                        |            | Essex gewinnt mit 184 Runs         |   |                         |

| 29. Mai 2004 Scorecard | Hove | Sussex Sharks 230-9 (50)       | – | Lancashire Lightning 242-7 (50) |
|                        |      | Lancashire gewinnt mit 12 Runs |   |                                 |

| 29. Mai 2004 Scorecard | Birmingham | Warwickshire Bears 215-1 (42.1)    | – | Kent Spitfires 211 (49.4) |
|                        |            | Warwickshire gewinnt mit 9 Wickets |   |                           |

| 29. Mai 2004 Scorecard | Worcester | Worcestershire Royals 100-2 (14.3) | – | Somerset Sabres |
|                        |           | Worcester gewinnt mit 8 Wickets    |   |                 |

| 30. Mai 2004 Scorecard | Dublin | Irland 263-8 (50)                      | – | Northamptonshire Steelbacks 267-4 (41.5) |
|                        |        | Northamptonshire gewinnt mit 6 Wickets |   |                                          |

### Viertelfinale
| 15. Juni 2004 Scorecard | Worcester | Worcestershire Royals 204 (50)     | – | Essex Eagles 183 (48.1) |
|                         |           | Worcestershire gewinnt mit 21 Runs |   |                         |

| 16. Juni 2004 Scorecard | Bristol | Gloucestershire Gladiators 239-8 (50) | – | Middlesex Panthers 223-8 (50) |
|                         |         | Gloucestershire gewinnt mit 16 Runs   |   |                               |

| 16. Juni 2004 Scorecard | Manchester | Lancashire Lightning 286-5 (50) | – | Yorkshire Vikings 287-7 (47.4) |
|                         |            | Yorkshire gewinnt mit 3 Wickets |   |                                |

| 16. Juni 2004 Scorecard | Birmingham | Warwickshire Bears 343-4 (50)    | – | Northamptonshire Steelbacks 287-7 (47.4) |
|                         |            | Warwickshire gewinnt mit 73 Runs |   |                                          |

### Halbfinale
| 17. Juli 2004 Scorecard | Bristol | Gloucestershire Gladiators 247-5 (46.1) | – | Yorkshire Phoenix 243-6 (50) |
|                         |         | Gloucestershire gewinnt mit 5 Wickets   |   |                              |

| 17. Juli 2004 Scorecard | Birmingham | Warwickshire Bears 216 (47.4)      | – | Worcestershire Royals 257-4 (50) |
|                         |            | Worcestershire gewinnt mit 41 Runs |   |                                  |

### Finale
| 28. August 2004 Scorecard | London (Lord’s) | Gloucestershire Gladiators 237-2 (43.5) | – | Worcestershire Royals 236-9 (50) |
|                           |                 | Gloucestershire gewinnt mit 8 Wickets   |   |                                  |